# Список футбольных клубов Украины по числу выигранных титулов

Ниже представлен список футбольных клубов Украины по числу выигранных титулов. В нём перечислены все украинские футбольные клубы, выигравшие хотя бы один из четырёх основных домашних трофеев, либо хотя бы один из четырёх главных европейских клубных турниров, либо межконтинентальный турнир. В число этих трофеев входят: победа в чемпионате СССР, чемпионате Украины, Кубке СССР, Кубке Украины, Кубке сезона СССР, Суперкубке Украины, Кубке Федерации футбола СССР, Лиге чемпионов УЕФА, Кубке обладателей кубков УЕФА, Лиге Европы УЕФА (включая Кубок УЕФА), Суперкубке УЕФА, Клубном чемпионате мира.

## История
Клубные футбольные турниры в Российской империи стали проводиться в начале XX века и не выходили за рамки первенств городов. Первым таким соревнованием стал чемпионат Санкт-Петербурга, проводившийся с 1901 года Санкт-Петербургской футбол-лигой. В 1911 году была основана Одесская футбольная лига, а в 1912 году — Харьковская футбольная лига. Чемпионаты страны проводились в 1912—1914 годах среди сборных городов.
В первые годы советской власти была продолжена традиция проведения чемпионатов страны среди сборных (городов, республик, регионов). Начиная с 1936 года стали проводиться первые общенациональные клубные турниры, ставшие регулярными: Чемпионат СССР по футболу и Кубок СССР по футболу. В 1952 году единственный раз был проведен турнир на Приз Всесоюзного комитета физкультуры и спорта. В 1977, 1981, 1984—1987 и 1989 году проводился советский суперкубок — Кубок сезона. В период 1986—1990 годов разыгрывался ещё один официальный трофей — Кубок Федерации футбола СССР. В перечисленных соревнованиях принимали участие клубы из Украинской ССР. Первым для украинского клуба стал титул обладателя Кубка СССР по футболу 1954 года, выигранный «Динамо» (Киев). Первая победа в чемпионате была одержана украинской командой в сезоне 1961 года, снова киевлянами.
В еврокубках советские клубы начали принимать участие с сезона 1965/1966: киевское «Динамо» стало участником Кубка обладателей кубков УЕФА 1965/1966) и продолжали участвовать до момента распада СССР (сезон 1991/1992). С сезона 1992/1993 украинские клубы продолжили участие в европейских турнирах. За все время участия в еврокубках команды с Украины выиграли следующие трофеи:
- Кубок обладателей кубков УЕФА 1974/1975, победитель «Динамо» (Киев)[3]
- Суперкубок Европы 1975, победитель «Динамо» (Киев)[4]
- Кубок обладателей кубков УЕФА 1985/1986, победитель «Динамо» (Киев)[5]
- Кубок УЕФА 2008/2009, победитель «Шахтёр» (Донецк)[6]

## Таблица по трофеям
Чемпионат — Чемпионат СССР + Чемпионат Украины

Кубок — Кубок СССР + Кубок Украины

Суперкубок — Суперкубок Украины + Кубок сезона СССР

Кубок Лиги — Кубок Федерации футбола СССР

Еврокубки — Кубок обладателей кубков УЕФА + Лига Европы УЕФА + Суперкубок УЕФА
| № | Клуб                 | Чемпионат (СССР + Украина) | Кубок (СССР + Украина) | Суперкубок (СССР + Украина) | Кубок Лиги (СССР) | Еврокубки (КК + ЛЕ + СК) | Итого | Последний титул | Прим.  |
| - | -------------------- | -------------------------- | ---------------------- | --------------------------- | ----------------- | ------------------------ | ----- | --------------- | ------ |
| 1 | Динамо (Киев)        | 30 (13+17)                 | 22 (9+13)              | 12 (3+9)                    | 0                 | 3 (2+0+1)                | 67    | ЧУ 2025         | [ 7 ]  |
| 2 | Шахтёр (Донецк)      | 15 (0+15)                  | 19 (4+15)              | 10 (1+9)                    | 0                 | 1 (0+1+0)                | 44    | КУ 2025         | [ 8 ]  |
| 3 | Днепр (Днепр)        | 2 (2+0)                    | 1 (1+0)                | 1 (1+0)                     | 2                 | 0                        | 6     | КФФСССР 1989    | [ 9 ]  |
| 4 | Черноморец (Одесса)  | 0                          | 2 (0+2)                | 0                           | 1                 | 0                        | 3     | КУ 1994         | [ 10 ] |
| 5 | Таврия (Симферополь) | 1 (0+1)                    | 1 (0+1)                | 0                           | 0                 | 0                        | 2     | КУ 2010         | [ 11 ] |
| 6 | Карпаты (Львов)      | 0                          | 1 (1+0)                | 0                           | 0                 | 0                        | 1     | КСССР 1969      | [ 12 ] |
| 7 | Заря (Луганск)       | 1 (1+0)                    | 0                      | 0                           | 0                 | 0                        | 1     | ЧСССР 1972      | [ 13 ] |
| 8 | Металлист (Харьков)  | 0                          | 1 (1+0)                | 0                           | 0                 | 0                        | 1     | КСССР 1988      | [ 14 ] |
| 9 | Ворскла (Полтава)    | 0                          | 1 (0+1)                | 0                           | 0                 | 0                        | 1     | КУ 2009         | [ 15 ] |

* При равенстве титулов выше стоит команда завоевавшая последний раньше.

### Золотые дубли и другие случаи побед в нескольких турнирах в течение одного года
В истории украинских клубов неоднократно случались золотые дубли, когда одна и та же команда выигрывала за один год чемпионат и кубок страны. Такие дубли происходили как в советский, так и в постсоветский периоды.
В XX веке золотые дубли удавалось сделать только киевскому «Динамо»: 4 дубля в советской истории, 5 до конца столетия. Ещё 3 случились в XXI веке. «Шахтёр» свой первый золотой дубль сделал в сезоне 2001/2002 году, а затем ещё 8 раз повторил это достижение. Киевляне смогли сделать «тройной дубль» (дубль три сезона подряд 1997/98, 1998/99, 1999/00), а дончане добились этого достижения дважды (серии 2010/11, 2011/12, 2012/13 и 2016/17, 2017/18, 2018/19).
«Днепру» в 1989 году удалось выиграть сразу Кубок СССР и Кубок Федерации футбола СССР.
| Клуб          | СССР                   | Украина                                                                         | Всего |
| ------------- | ---------------------- | ------------------------------------------------------------------------------- | ----- |
| Динамо Киев   | 1966, 1974, 1985, 1990 | 1992/93, 1995/96, 1997/98, 1998/99, 1999/00, 2002/03, 2006/07, 2014/15, 2020/21 | 13    |
| Шахтёр Донецк | -                      | 2001/02, 2007/08, 2010/11, 2011/12, 2012/13, 2016/17, 2017/18, 2018/19, 2023/24 | 9     |

## Таблица достижений

### Внутренние соревнования
| Клуб                  | Чемпионат (СССР + Украина) | Чемпионат (СССР + Украина) | Чемпионат (СССР + Украина) | Кубок (СССР + Украина) | Кубок (СССР + Украина) | Суперкубок (СССР + Украина) | Суперкубок (СССР + Украина) | Кубок Лиги (СССР) | Кубок Лиги (СССР) |
| Клуб                  |                            |                            |                            | Обладатель             | Финалист               | Обладатель                  | Финалист                    | Обладатель        | Финалист          |
| --------------------- | -------------------------- | -------------------------- | -------------------------- | ---------------------- | ---------------------- | --------------------------- | --------------------------- | ----------------- | ----------------- |
| Динамо (Киев)         | 30 (13+17)                 | 22 (11+12)                 | 4 (3+1)                    | 22 (9+13)              | 7 (1+6)                | 12 (3+9)                    | 7 (1+6)                     | 0                 | 0                 |
| Шахтёр (Донецк)       | 14 (0+15)                  | 15 (2+13)                  | 3 (2+1)                    | 19 (4+15)              | 10 (4+6)               | 10 (1+9)                    | 10 (2+8)                    | 0                 | 0                 |
| Днепр (Днепр)         | 2 (2+0)                    | 4 (2+2)                    | 10 (2+8)                   | 1 (1+0)                | 3 (0+3)                | 1 (1+0)                     | 0                           | 2                 | 1                 |
| Черноморец (Одесса)   | 0                          | 2 (0+2)                    | 4 (1+3)                    | 2 (0+2)                | 1 (0+1)                | 0                           | 1 (0+1)                     | 1                 | 0                 |
| Таврия (Симферополь)  | 1 (0+1)                    | 0                          | 0                          | 1 (0+1)                | 1 (0+1)                | 0                           | 1 (0+1)                     | 0                 | 0                 |
| Карпаты (Львов)       | 0                          | 0                          | 1 (0+1)                    | 1 (1+0)                | 2 (0+2)                | 0                           | 0                           | 0                 | 0                 |
| Заря (Луганск)        | 1 (1+0)                    | 0                          | 4 (0+4)                    | 0                      | 4 (2+2)                | 0                           | 0                           | 0                 | 0                 |
| Металлист (Харьков)   | 0                          | 1 (0+1)                    | 7 (0+7)                    | 1 (1+0)                | 2 (1+1)                | 0                           | 1 (1+0)                     | 0                 | 1                 |
| Ворскла (Полтава)     | 0                          | 0                          | 2 (0+2)                    | 1 (0+1)                | 2 (0+2)                | 0                           | 1 (0+1)                     | 0                 | 0                 |
| Александрия           | 0                          | 1 (0+1)                    | 1 (0+1)                    | 0                      | 0                      | 0                           | 0                           | 0                 | 0                 |
| Днепр-1 (Днепр)       | 0                          | 1 (0+1)                    | 0                          | 0                      | 0                      | 0                           | 0                           | 0                 | 0                 |
| Металлург (Донецк)    | 0                          | 0                          | 3 (0+3)                    | 0                      | 2 (0+2)                | 0                           | 1 (0+1)                     | 0                 | 0                 |
| Кривбасс (Кривой Рог) | 0                          | 0                          | 3 (0+3)                    | 0                      | 1 (0+1)                | 0                           | 0                           | 0                 | 0                 |
| ЦСКА (Киев)           | 0                          | 0                          | 0                          | 0                      | 2 (0+2)                | 0                           | 0                           | 0                 | 0                 |
| Нива (Винница)        | 0                          | 0                          | 0                          | 0                      | 1 (0+1)                | 0                           | 0                           | 0                 | 0                 |
| Металлург (Запорожье) | 0                          | 0                          | 0                          | 0                      | 1 (0+1)                | 0                           | 0                           | 0                 | 0                 |
| Ингулец (Петрово)     | 0                          | 0                          | 0                          | 0                      | 1 (0+1)                | 0                           | 0                           | 0                 | 0                 |

### Еврокубки
| Клуб            | Лига чемпионов УЕФА | Лига чемпионов УЕФА | Лига Европы УЕФА (включая Кубок УЕФА) | Лига Европы УЕФА (включая Кубок УЕФА) | Кубок обладателей кубков УЕФА | Кубок обладателей кубков УЕФА | Суперкубок УЕФА | Суперкубок УЕФА |
| Клуб            | Обладатель          | Финалист            | Обладатель                            | Финалист                              | Обладатель                    | Финалист                      | Обладатель      | Финалист        |
| --------------- | ------------------- | ------------------- | ------------------------------------- | ------------------------------------- | ----------------------------- | ----------------------------- | --------------- | --------------- |
| Динамо (Киев)   | 0                   | 0                   | 0                                     | 0                                     | 2                             | 0                             | 1               | 1               |
| Шахтёр (Донецк) | 0                   | 0                   | 1                                     | 0                                     | 0                             | 0                             | 0               | 1               |
| Днепр (Днепр)   | 0                   | 0                   | 0                                     | 1                                     | 0                             | 0                             | 0               | 0               |

## Достижения по годам
В данном разделе представлены украинские футбольные клубы-победители турниров за каждый год. Рассматривается период с 1954 года, когда первый украинский клуб выиграл трофей — Кубок СССР Если турнир в рассматриваемом году не проводился, то в соответствующем поле указано «не проводился». Если в соревновании победил не украинский клуб (относится к турнирам СССР и еврокубкам), то указывается прочерк «—».
В скобках указано, каким по счету является титул для клуба (количество титулов подсчитывается отдельно для каждого соревнования).

### СССР
| Сезон | Чемпион     | Победитель Кубка | Победитель Кубка Лиги | Победитель Суперкубка | Победитель Кубка Кубков | Победитель Суперкубка УЕФА | Прим. |
| ----- | ----------- | ---------------- | --------------------- | --------------------- | ----------------------- | -------------------------- | ----- |
| 1954  | —           | Динамо (1)       | не проводился         | не проводился         | не проводился           | не проводился              |       |
| 1961  | Динамо (1)  | Шахтёр (1)       | не проводился         | не проводился         | —                       | не проводился              |       |
| 1962  | —           | Шахтёр (2)       | не проводился         | не проводился         | —                       | не проводился              |       |
| 1964  | —           | Динамо (2)       | не проводился         | не проводился         | —                       | не проводился              |       |
| 1966  | Динамо (2)  | Динамо (3)       | не проводился         | не проводился         | —                       | не проводился              |       |
| 1967  | Динамо (3)  | —                | не проводился         | не проводился         | —                       | не проводился              |       |
| 1968  | Динамо (4)  | —                | не проводился         | не проводился         | —                       | не проводился              |       |
| 1969  | —           | Карпаты (1)      | не проводился         | не проводился         | —                       | не проводился              |       |
| 1971  | Динамо (5)  | —                | не проводился         | не проводился         | —                       | не проводился              |       |
| 1972  | Заря (1)    | —                | не проводился         | не проводился         | —                       | —                          |       |
| 1974  | Динамо (6)  | Динамо (4)       | не проводился         | не проводился         | —                       | не проводился              |       |
| 1975  | Динамо (7)  | —                | не проводился         | не проводился         | Динамо (1)              | Динамо (1)                 |       |
| 1977  | Динамо (8)  | —                | не проводился         | —                     | —                       | —                          |       |
| 1978  | —           | Динамо (5)       | не проводился         | не проводился         | —                       | —                          |       |
| 1980  | Динамо (9)  | Шахтёр (3)       | не проводился         | не проводился         | —                       | —                          |       |
| 1981  | Динамо (10) | —                | не проводился         | Динамо (1)            | —                       | не проводился              |       |
| 1982  | —           | Динамо (6)       | не проводился         | не проводился         | —                       | —                          |       |
| 1983  | Днепр (1)   | Шахтёр (4)       | не проводился         | не проводился         | —                       | —                          |       |
| 1984  | —           | —                | не проводился         | Шахтёр (1)            | —                       | —                          |       |
| 1985  | Динамо (11) | Динамо (7)       | не проводился         | —                     | —                       | не проводился              |       |
| 1986  | Динамо (12) | —                | Днепр (1)             | Динамо (2)            | Динамо (2)              | —                          |       |
| 1987  | —           | Динамо (8)       | —                     | Динамо (3)            | —                       | —                          |       |
| 1988  | Днепр (2)   | Металлист (1)    | —                     | не проводился         | —                       | —                          |       |
| 1989  | —           | Днепр (1)        | Днепр (2)             | Днепр (1)             | —                       | —                          |       |
| 1990  | Динамо (13) | Динамо (9)       | Черноморец (1)        | не проводился         | —                       | —                          |       |

### Независимая Украина
| Сезон   | Чемпион      | Победитель Кубка | Победитель Суперкубка | Победитель Лиги Европы | Победитель Суперкубка УЕФА | Прим. |
| ------- | ------------ | ---------------- | --------------------- | ---------------------- | -------------------------- | ----- |
| 1992    | Таврия (1)   | Черноморец (1)   | не проводился         | —                      | —                          |       |
| 1992-93 | Динамо (1)   | Динамо (1)       | не проводился         | —                      | —                          |       |
| 1993-94 | Динамо (2)   | Черноморец (2)   | не проводился         | —                      | —                          |       |
| 1994-95 | Динамо (3)   | Шахтёр (1)       | не проводился         | —                      | —                          |       |
| 1995-96 | Динамо (4)   | Динамо (2)       | не проводился         | —                      | —                          |       |
| 1996-97 | Динамо (5)   | Шахтёр (2)       | не проводился         | —                      | —                          |       |
| 1997-98 | Динамо (6)   | Динамо (3)       | не проводился         | —                      | —                          |       |
| 1998-99 | Динамо (7)   | Динамо (4)       | не проводился         | —                      | —                          |       |
| 1999-00 | Динамо (8)   | Динамо (5)       | не проводился         | —                      | —                          |       |
| 2000-01 | Динамо (9)   | Шахтёр (3)       | не проводился         | —                      | —                          |       |
| 2001-02 | Шахтёр (1)   | Шахтёр (4)       | не проводился         | —                      | —                          |       |
| 2002-03 | Динамо (10)  | Динамо (6)       | не проводился         | —                      | —                          |       |
| 2003-04 | Динамо (11)  | Шахтёр (5)       | не проводился         | —                      | —                          |       |
| 2004-05 | Шахтёр (2)   | Динамо (7)       | Динамо (1)            | —                      | —                          |       |
| 2005-06 | Шахтёр (3)   | Динамо (8)       | Шахтёр (1)            | —                      | —                          |       |
| 2006-07 | Динамо (12)  | Динамо (9)       | Динамо (2)            | —                      | —                          |       |
| 2007-08 | Шахтёр (4)   | Шахтёр (6)       | Динамо (3)            | —                      | —                          |       |
| 2008-09 | Динамо (13)  | Ворскла (1)      | Шахтёр (2)            | Шахтёр (1)             | —                          |       |
| 2009-10 | Шахтёр (5)   | Таврия (1)       | Динамо (4)            | —                      | —                          |       |
| 2010-11 | Шахтёр (6)   | Шахтёр (7)       | Шахтёр (3)            | —                      | —                          |       |
| 2011-12 | Шахтёр (7)   | Шахтёр (8)       | Динамо (5)            | —                      | —                          |       |
| 2012-13 | Шахтёр (8)   | Шахтёр (9)       | Шахтёр (4)            | —                      | —                          |       |
| 2013-14 | Шахтёр (9)   | Динамо (10)      | Шахтёр (5)            | —                      | —                          |       |
| 2014-15 | Динамо (14)  | Динамо (11)      | Шахтёр (6)            | —                      | —                          |       |
| 2015-16 | Динамо (15)  | Шахтёр (10)      | Шахтёр (7)            | —                      | —                          |       |
| 2016-17 | Шахтёр (10)  | Шахтёр (11)      | Динамо (6)            | —                      | —                          |       |
| 2017-18 | Шахтёр (11)  | Шахтёр (12)      | Шахтёр (8)            | —                      | —                          |       |
| 2018-19 | Шахтёр (12)  | Шахтёр (13)      | Динамо (7)            | —                      | —                          |       |
| 2019-20 | Шахтёр (13)  | Динамо (12)      | Динамо (8)            | —                      | —                          |       |
| 2020-21 | Динамо (16)  | Динамо (13)      | Динамо (9)            | —                      | —                          |       |
| 2021-22 | не определён | не определён     | Шахтёр (9)            | —                      | —                          |       |
| 2022-23 | Шахтёр (14)  | не проводился    | не проводился         |                        |                            |       |
| 2023-24 | Шахтёр (15)  | Шахтёр (14)      | не проводился         | —                      | —                          |       |
| 2024-25 | Динамо (17)  | Шахтёр (15)      | —                     | —                      |                            |       |

### Сноски
1. ↑  В сезоне 2009/10 под эгидой ПФЛ Украины проводился турнир, под названием «Кубок лиги», однако в нём участвовали только клубы второй лиги чемпионата Украины и любительские клубы.